# Johnny Knoxville
Johnny Knoxville, született Philip John Clapp (Knoxville, Tennessee, 1971. március 11. –) amerikai színész. Az ismertséget a Jackass című, MTV által készített sorozatok és filmek hozták meg neki.

## Filmográfia

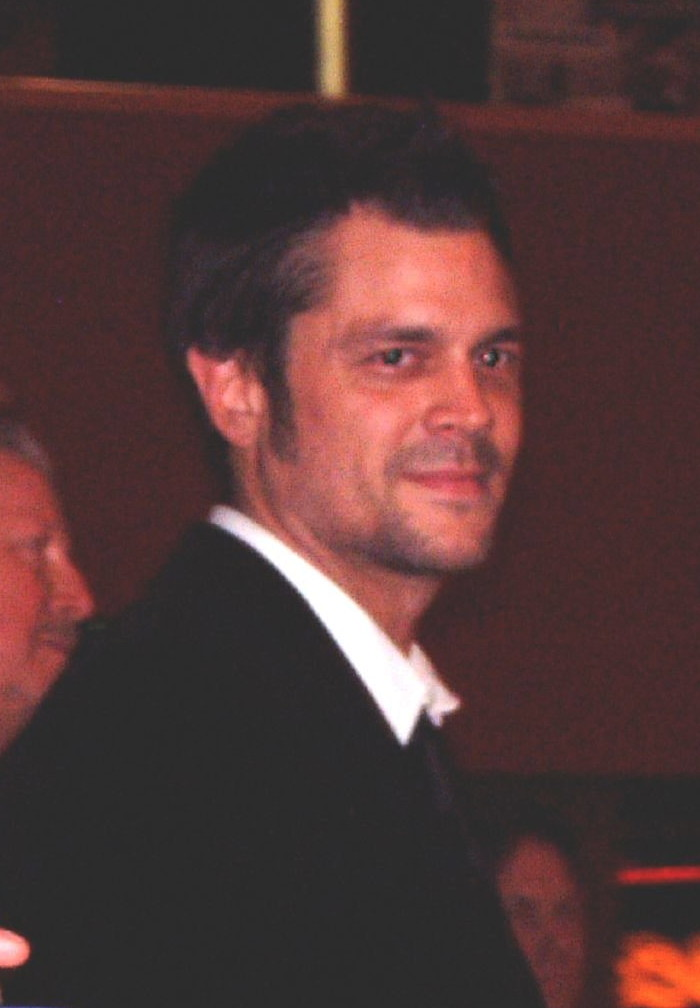
Johnny Knoxville 2005-ben

| Év   | Cím Eredeti cím                                                          | Szerep               | Magyar hang         | Rendező                |
| ---- | ------------------------------------------------------------------------ | -------------------- | ------------------- | ---------------------- |
| 2022 | Mindörökké Jackass (Jackass Forever)                                     | Önmaga               | Kárpáti Levente     | Jeff Tremaine          |
| 2018 | Action Point – Extrém vidámpark (Action Point)                           | D.C.                 | Rajkai Zoltán       | Tim Kirkby             |
| 2016 | Elvis és Nixon (Elvis & Nixon)                                           | Sonny West           | Czvetkó Sándor      | Liza Johnson           |
| 2016 | Skiptrace – A zűrös páros (Skiptrace)                                    | Connor Watts         | Czvetkó Sándor      | Renny Harlin           |
| 2014 | Tini nindzsa teknőcök (Teenage Mutant Ninja Turtles)                     | Leonardo (hangja)    | Szabó Máté          | Jonathan Liebesman     |
| 2014 | A Jackass bemutatja: Rossz nagyapó .5 (Jackass Presents: Bad Grandpa .5) | Irving Zisman        | Rajkai Zoltán       | Jeff Tremaine          |
| 2013 | A Jackass bemutatja: Rossz nagyapó (Jackass Presents: Bad Grandpa)       | Irving Zisman        | Rajkai Zoltán       | Jeff Tremaine          |
| 2013 | Erőnek erejével (The Last Stand)                                         | Lewis Dinkum         | Kálloy Molnár Péter | Kim Jee-woon           |
| 2013 | Movie 43: Botrányfilm (Movie 43)                                         | Pete                 | Kálloy Molnár Péter | Elizabeth Banks, stb.  |
| 2013 | Szoba kilátások nélkül (Small Apartments)                                | Tommy Balls          | Gacsal Ádám         | Jonas Akerlund         |
| 2012 | (Nature Calls)                                                           | Kirk                 |                     | Todd Rohal             |
| 2012 | Zakkant Halloween (Fun Size)                                             | Jörgen (Cameoszerep) | Magyar Bálint       | Josh Schwartz          |
| 2010 | Jackass 3D (Jackass 3D)                                                  | Önmaga               | Dolmány Attila      | Jeff Tremaine          |
| 2006 | Jackass második rész (Jackass Number Two)                                | Önmaga               | Kálloy Molnár Péter | Jeff Tremaine          |
| 2005 | A pofátlan (The Ringer)                                                  | Steve Barker         | Kálloy Molnár Péter | Barry W. Blaustein     |
| 2005 | Hazárd megye lordjai (The Dukes of Hazzard)                              | Luke Duke            | Selmeczi Roland     | Jay Chandrasekhar      |
| 2005 | Füves Daltry (Daltry Calhoun)                                            | Daltry Calhoun       | Haás Vander Péter   | Katrina Holden Bronson |
| 2005 | Dogtown urai (Lords of Dogtown)                                          | Topper Burks         | ?                   | Catherine Hardwicke    |
| 2004 | Szégyen és gyalázat (A Dirty Shame)                                      | Ray Ray Perkins      | Nagy Ervin          | John Waters            |
| 2004 | Emelt fővel (Walking Tall)                                               | Ray Templeton        | Czvetkó Sándor      | Kevin Bray             |
| 2003 | A nagy hullarablás (Grand Theft Parsons)                                 | Phil Kaufman         | ?                   | David Caffrey          |
| 2002 | Jackass: A vadbarmok támadása (Jackass: The Movie)                       | Önmaga               | Kálloy Molnár Péter | Jeff Tremaine          |
| 2002 | Totál káosz (Big Trouble)                                                | Eddie Leadbetter     | Kálloy Molnár Péter | Barry Sonnenfeld       |
| 2002 | Men in Black – Sötét zsaruk 2. (Men in Black II)                         | Scrad / Charlie      | Kossuth Gábor       | Barry Sonnenfeld       |
| 2002 | A drog pokla (Deuces Wild)                                               | Vinnie Fish          | ?                   | Scott Kalvert          |
| 2002 | Meg vagyunk lőve (Life Without Dick)                                     | Dick Rasmusson       | ?                   | Bix Skahill            |
| 2000 | Sakáltanya (Coyote Ugly)                                                 | Kollégista srác      | ?                   | David McNally          |
| 1995 | (Desert Blues)                                                           | Bob                  | ?                   | John J. Kelly          |